# Bobby Battle
Bobby Battle (8 de enero de 1944 - 6 de diciembre de 2019 en Detroit) fue un baterista de jazz estadounidense. Ocasionalmente tocaba el saxofón.

## Historia
Battle se mudó a la ciudad de Nueva York en 1968 y tocó con Roland Kirk y Pharoah Sanders poco después de su llegada. Estudió en la Universidad de Nueva York de 1972 a 1975. Tocó con Don Pullen y Sam Rivers hasta finales de la década de 1970, y trabajó a menudo con Arthur Blythe en las décadas de 1980 y 1990. También trabajó con Kenny Dorham, Sonny Stitt y Sonny Fortune. Trabajó como dúo con Jimmy Ponder en 1987.
El único lanzamiento de Battle como líder es The Offering, publicado en 1990 en Mapleshade, en el que Battle lidera un cuarteto con David Murray, Larry Willis y Santi Debriano.

## Discografía

### Como líder
- The Offering (Mapleshade, 1990)

### Como acompañante
Con Arthur Blythe
- Illusions (Columbia, 1980)
- Blythe Spirit (Columbia, 1981)
- Elaborations (Columbia, 1982)
- Light Blue: Arthur Blythe Plays Thelonious Monk (Columbia, 1983)

Con Don Pullen
- Capricorn Rising (Black Saint, 1975)
- Tomorrow's Promises (Atlantic, 1977)
- Warriors (Black Saint, 1979)
- The Sixth Sense (Black Saint, 1985)